# Universidad Europea Viadrina

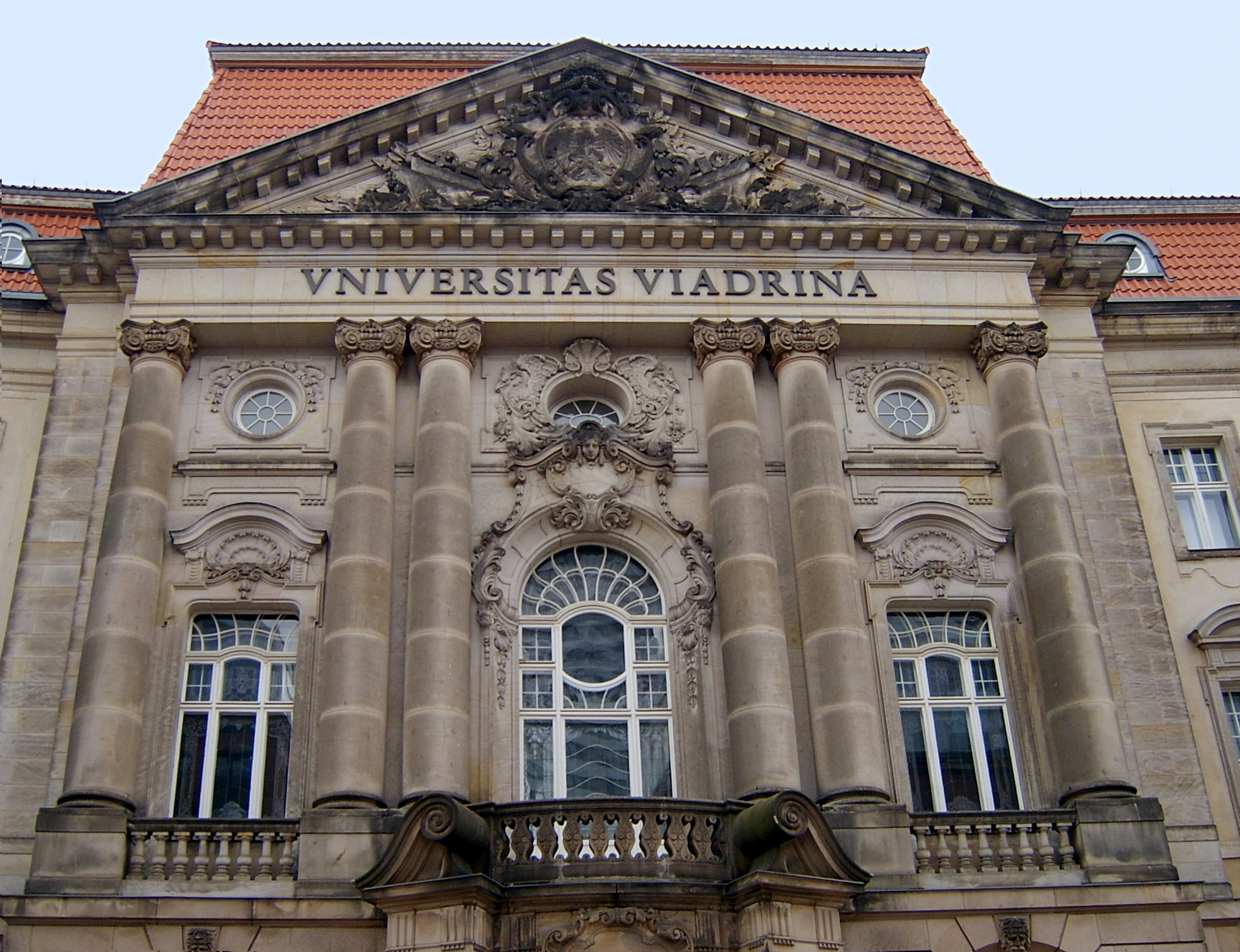
Portal

La Universidad Europea Viadrina en Fráncfort del Óder, en alemán: Europa-Universität Viadrina Frankfurt (Oder), se encuentra en el estado federal (Bundesland) de Brandeburgo, junto al río Oder, el cual marca en este punto la frontera entre Alemania y Polonia. 
La Universidad actual fue fundada en 1991, y simboliza una "resurrección" de la antigua institución que ya existía en Fráncfort del Óder, que funcionó entre 1506 hasta 1811, año en el que fue trasladada a Breslau. La palabra Viadrina viene del latín ("Oder" es Viadra) y significa que pertenece, se encuentra junto al Oder ; es más, el nombre latino para la ciudad era Francofortum ad Viadrum). La moderna universidad actual fue fundada por razones políticas y estructurales, ya que la región de Brandenburgo es una de las más pobres de Alemania, y su situación (justo en la frontera germano-polaca) es un aliciente para aumentar la cooperación académica y política entre estos dos países y Europa en general.
Es una de las universidades más pequeñas de Alemania (quizá la segunda tras la Universidad de Erfurt); cuenta con 5.000 estudiantes más o menos – más de 1.500 de ellos de origen polaco– y un equipo docente de unas 200 personas. Si bien cabe señalar que uno de los objetivos principales de esta institución es la creación de un ambiente que favorezca la relación entre profesores y alumnos. Lo que aquí se considera un elemento básico de la enseñanza, es algo impensable en universidades de mayor tamaño.

## Historia
La "Alma Máter" Viadrina fue fundada en 1506 por el Príncipe elector de Brandenburgo, Joaquín I, con el objetivo de crear una gran universidad. En sus orígenes contaba con cuatro facultades: derecho, teología, filosofía y medicina. La universidad gozaba de una reputación excelente no solo en Brandenburgo, sino también en las regiones vecinas. Los diplomados de la Viadrina eran muy valorados y solían recibir los mejores puestos en la administración, política, justicia e Iglesia de la época. Uno de los primeros presidentes fue el obispo Georg von Blumenthal (1490-1550), un adversario de la Reforma Protestante que hizo todo lo posible para lograr expulsar a los adeptos de Martín Lutero.
En 1811, la Universidad Viadrana fue trasladada a Breslau (actual Wrocław) y fusionada con la Universidad de esta ciudad, la Leopoldina, con el objetivo de competir con la Universidad de Berlín, que acababa de ser fundada (actualmente Universidad Humboldt de Berlín). Sin embargo, muchos docentes de la Viadrina aceptaron puestos importantes en Berlín.
La Segunda Guerra Mundial destruyó las antiguas instalaciones de la Universidad. Solamente el gran arco de la entrada principal permaneció en pie y ha sido conservado hasta la actualidad.
Entre algunos de los estudiantes más célebres de la Viadrina destacan los hermanos Alexander y Wilhelm von Humboldt, el poeta Ulrich von Hutten, el músico Carl Philipp Emanuel Bach, el teólogo y líder político Thomas Müntzer y el poeta e hijo de la ciudad de Fráncfort del Óder Heinrich von Kleist.
Tras la reunificación alemana la universidad fue reinaugurada en 1991 con el apelativo de Universidad Europea Viadrina y a finales de mayo de 2006 celebró su 500 aniversario con una gran fiesta.
La actual presidenta de la Universidad Europea Viadrina es Gesine Schwan, que concurrió a las elecciones presidenciales alemanas de 2004 por el Partido Socialdemócrata de Alemania.

## Funcionamiento
La Universidad Europea Viadrina consta de tres facultades: economía y finanzas; derecho; cultura. Su objetivo principal es atraer estudiantes de toda Europa y así constituir un cuerpo estudiantil multinacional. Alrededor del 40 % de los estudiantes son extranjeros, la mayoría polacos, una proporción asombrosa si la comparamos con cualquier otra universidad europea.
La Universidad Europea Viadrina trabaja en estrecha cooperación con la Universidad de Poznan, Adam Mickiewicz en Polonia. De hecho, ambas universidades dirigen conjuntamente las actividades llevadas a cabo en el Collegium Polonicum, en frente de la Viadrina, al lado polaco del Óder (Slubice).
La actual universidad hace hincapié en el aprendizaje de idiomas, y no es extraño encontrar aquí estudiantes que puedan manejarse sin problema en varios idiomas. Se imparten numerosas asignaturas en inglés (International Business Administration), francés e incluso en español. 
La presencia de estudiantes españoles en esta institución es escasa en comparación con otras universidades europeas, si bien podemos encontrar numerosos estudiantes procedentes de América Latina.
La Viadrina organiza frecuentemente actividades culturales y seminarios, con el objetivo de instruir a los estudiantes una formación más humana y cultural que meramente académica.